# Mar Rosso
Il Mar Rosso (in arabo البحر الأحمر‎?, al-Baḥr al-Aḥmar; in ebraico ים סוף‎?, Yam Suf; in tigrino: ቀይሕ ባሕሪ, Qeyḥ baḥri) è un mare del Medio Oriente compreso tra l'Africa nord-orientale  e la penisola araba sud-occidentale, comunicante a nord-ovest con il Mar Mediterraneo attraverso il canale di Suez, e con l'Oceano Indiano a sud-est tramite lo stretto di Bab el-Mandeb.

## Etimologia
La spiegazione più diffusa è legata alla presenza nelle sue acque di Trichodesmium erythraeum, un cianobatterio che in alcune condizioni climatiche si riproduce creando estese macchie rosso-brune sulla superficie dell’acqua; viene dipinto così nel planisfero di Cantino, mappamondo portoghese del XVI secolo.
Il nome appare già nel greco Ἐρυθρὰ Θάλασσα Erythrà Thàlassa, in latino Mare Rubrum (in alternativa Sinus Arabicus, letteralmente "Golfo Arabo"). In italiano viene denominato così già da Dante. Nell'Inferno (XXIV, 90) scrive: «né tante pestilenzie né sì ree/mostrò già mai con tutta l’Etïopia/né con ciò che di sopra al Mar Rosso». Lo cita anche nel Paradiso (VI, 79): «Con costui corse infino al lito rubro».

## Geografia
Di forma allungata lungo la direttrice sud-est nord-ovest, il Mar Rosso si biforca a nord in corrispondenza della penisola del Sinai, dando luogo al golfo di Aqaba ad oriente, e al golfo di Suez ad occidente. I paesi bagnati dal Mar Rosso sono:
- Sponda est
  -  Israele
  -  Giordania
  -  Arabia Saudita
  -  Yemen
- Sponda ovest
  -  Egitto
  -  Sudan
  -  Eritrea
  -  Gibuti

## Importanza geopolitica e commerciale
Conosciuto nell'Antico Egitto con il nome di Verdissimo, oggi il Mar Rosso è di enorme importanza strategica e commerciale in quanto consente attraverso il transito del canale di Suez il passaggio veloce dall'oceano Atlantico attraverso il mar Mediterraneo e il sud-continente europeo, all'oceano Indiano, il sud-continente asiatico, l'Africa orientale e l'oceano Pacifico, senza la circumnavigazione dell'intero continente africano.
Importanti geopoliticamente anche il porto di Eilat, che costituisce l'unico sbocco su questo mare di Israele, e lo stato dell'Eritrea che impedisce l'accesso al mare all'Etiopia.

## Importanza storico-religiosa
Il Mar Rosso riveste anche un'importanza storico-religiosa: nel libro dell'Esodo dell'Antico Testamento è narrato infatti il passaggio del Mar Rosso da parte degli Ebrei guidati da Mosè in fuga dall'Egitto. In questa occasione si racconta che Dio aprì le acque di fronte agli Ebrei per poi richiuderle nel momento in cui lo attraversavano le truppe egizie che li inseguivano.

## Biologia
Fin dall'apertura del canale di Suez si è avuto un intenso fenomeno di immigrazione e stabilizzazione nel Mediterraneo da parte di organismi marini originari del Mar Rosso. Questo fenomeno prende il nome di migrazione lessepsiana.

### Flora e fauna ittica

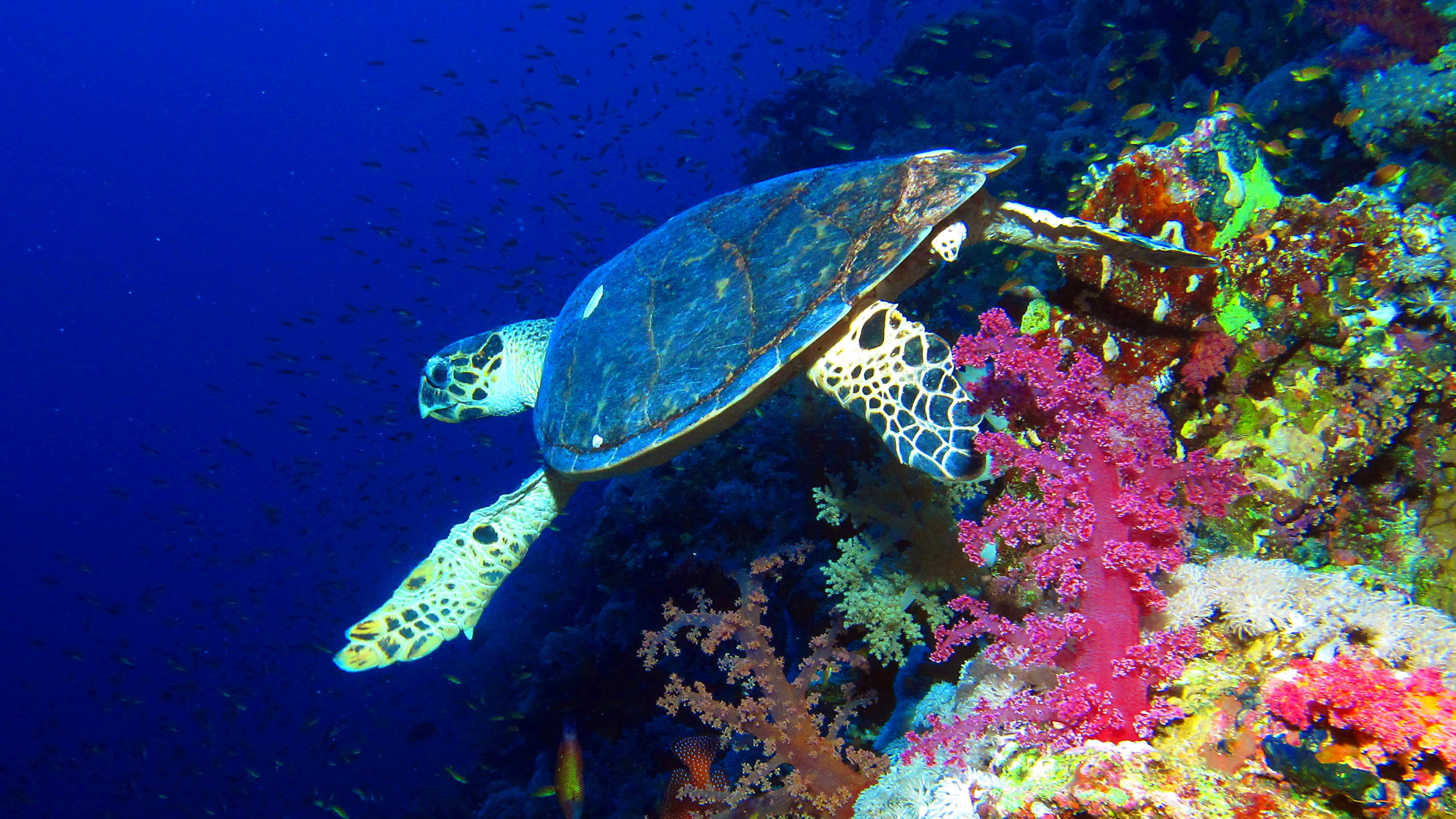
Una tartaruga embricata nel Mar Rosso in Egitto.

Il mar Rosso ha una fauna di carattere tropicale; vi sono presenti 1 461 specie di pesci in gran parte in comune con l'oceano Indiano occidentale, il numero di specie endemiche è infatti sorprendentemente basso per un mare chiuso. Il mar Rosso è, dal punto vi vista ecologico, considerato parte dell'Indo-Pacifico.
La ricca diversità è in parte dovuta ai 2000 km (1240 mi) di barriera corallina che si estendono lungo la costa; queste barriere marginali hanno tra i 5 000 e i 7 000 anni e sono largamente formate da acropore rocciose e coralli porosi. Le barriere formano piattaforme e talvolta lagune lungo la costa, e occasionalmente altri tratti distintivi quali i cilindri (come il Blue Hole a Dahab).
Il Mar Rosso contiene anche molte barriere lontane dalla costa, inclusi veri e propri atolli. Molte delle formazioni coralline lontane dalla costa sono indescrivibili con gli schemi classificativi tradizionali (come quello Darwiniano), e sono generalmente attribuite agli alti livelli di attività tettoniche che caratterizzano quell’area.
La particolare biodiversità dell’area è riconosciuta dal governo Egiziano, che ha istituito il Parco Nazionale Ras Mohammed nel 1983. Le leggi e i regolamenti che governano quell’area proteggono la vita marina, che è divenuta un’attrazione per gli appassionati di immersioni.
I sommozzatori e i praticanti di snorkeling dovrebbero ricordare che nonostante la maggior parte delle specie del Mar Rosso siano innocue, alcune sono pericolose per gli esseri umani: vedere le specie del Mar Rosso pericolose per gli umani.
Altri habitat marini includono letti erbosi, saline, mangrovie e paludi salate.

## Turismo
Sul Mar Rosso si affacciano alcune importanti località di villeggiatura egiziane, come Sharm el-Sheikh, Hurghada, Marsa Alam, Berenice, oltre alla città giordana di Aqaba; tutte queste località ospitano ogni anno moltissimi turisti, soprattutto europei.